# Thaue
Die Thaue, seltener Taue, war ein regional-deutsches Flächenmaß und wurde als Weiden- und Wiesenmaß verwendet. Mit Thauen wurde eine Fläche bezeichnet, die ein Mäher an einem Tag sensen konnte. Es war ein sogenanntes Tagwerksmaß.
- 1 Thaue = 1 ½ Juchart = ¾ Morgen  = etwa 2400 Quadratmeter
- 4 Thauen = 3 Morgen (1 rheinländischer Morgen = 3.176 m2)